# Свети Никола (Барово)
Вижте пояснителната страница за други значения на Свети Никола.
„Свети Никола“ (на македонска литературна норма: „Свети Никола“) е православна църква, разположена в скопското село Барово, Северна Македония. Част е от Скопската епархия на Македонската православна църква – Охридска архиепископия.
Църквата е гробищен храм и се намира точно на източния вход на селото, над пътя към съседните села Чифлик и Долно Сълне. Според местни сведения църквата е много стара, което се потвърждава от запазените стенописи - на Свети Никола и Пресвета Богородица по външните стени на църквата, чиято техника на рисуване датира от късното средновековие или може би XVI век, откогато са и стенописите в църквата „Свети Спас“ в близкото село Добри дол.
В църковния двор има археологически находки от Античността - издълбано каменно корито и каменна плоча с латински надпис от римско време, от който са запазени първите три реда, открита на мястото и вградена в стената на трапезарията. Църквата има обновена и реконструирана фасада и висока камбанария.
- Поглед на църквата от изток
- Стенопис на Свети Никола над входа
- Стенопис на Света Богородица на южния зид
- Античен латински натипс и релефно изображение
- Издялано каменно корито в двора